# Аксон

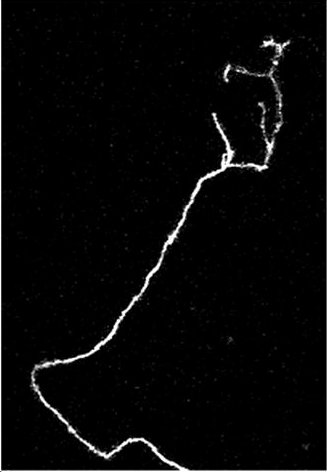
Аксон миші, якій 9 днів.

Аксо́н (грец. ἀξον — вісь), також нейрит  — осьовий циліндр, відросток нервової клітини, що проводить нервові імпульси від тіла клітини (соми) до органів, що іннервуються, та іншим нервовим клітинам. Від кожної нервової клітини (нейрону) відходить тільки один аксон.
Живлення та зростання аксону залежить від тіла нейрона: при відрізанні аксону його периферійна частина відмирає, а центральна зберігає життєздатність.
При діаметрі у декілька мікронів довжина аксона може досягати у великих тварин 1 метра та більше (наприклад, кальмарів, риб) зустрічаються гігантські аксони товщиною у сотні мкм.
У протоплазмі аксону — аксоплазмі — є найтонші волокна — нейрофібрили, а також мітохондрії та ендоплазматична сітка. Залежно від того, вкриті чи ні аксони мієліновою (м'якотною) оболонкою або позбавлені її, вони утворюють м'якотні або безм'якотні нервові волокна.
Структура оболонок та діаметр аксонів, що складають нервове волокно, — фактори, що визначають швидкість передачі збудження по нерву. Кінцеві ділянки аксону — термінали — розгалужуються та контактують із іншими нервовими, м'язовими або залозовими клітинами. На кінці аксону знаходиться аксонний бугорок — генератор нервових імпульсів. Через ці контакти (синапси) передається збудження.
Нерв — складається з одного аксону, тіла та декількох дендритів, у залежності від числа яких нервові клітини діляться на уніполярні, біполярні, мультиполярні. Передача нервового імпульсу відбувається від дендритів (або від тіла клітини) до аксону.
У нервовій тканині, якщо аксон поєднується з тілом наступної нервової клітини, такий контакт називається аксо-соматичним, з дендритами — аксо-дендричний, з іншим аксоном — аксо-аксональним (зустрічається в ЦНС, в гальмівних рефлексах).